# Konstanca
Konstanca (rum. Constanța, gr. Κωνστάντζας, łac. Constantiana), do IV wieku Tomi (stgr. Τόμοι, łac. Tomis) – największy port handlowy Rumunii, leżący nad Morzem Czarnym, a także stolica okręgu administracyjnego Konstanca. Powierzchnia: 124,89 km², populacja: 284 tys. mieszkańców (2011).
Port handlowy połączony kanałem (Kanał Dunaj–Morze Czarne) z Dunajem, jest głównym portem tranzytowym dla krajów naddunajskich. Konstanca jest również ośrodkiem turystycznym z kąpieliskiem morskim Mamaja o piaszczystej plaży długości ok. 8 km. W mieście rozwinęły się przemysły: metalowy, stoczniowy, włókienniczy, odzieżowy, materiałów budowlanych, spożywczy oraz drzewny.

## Historia

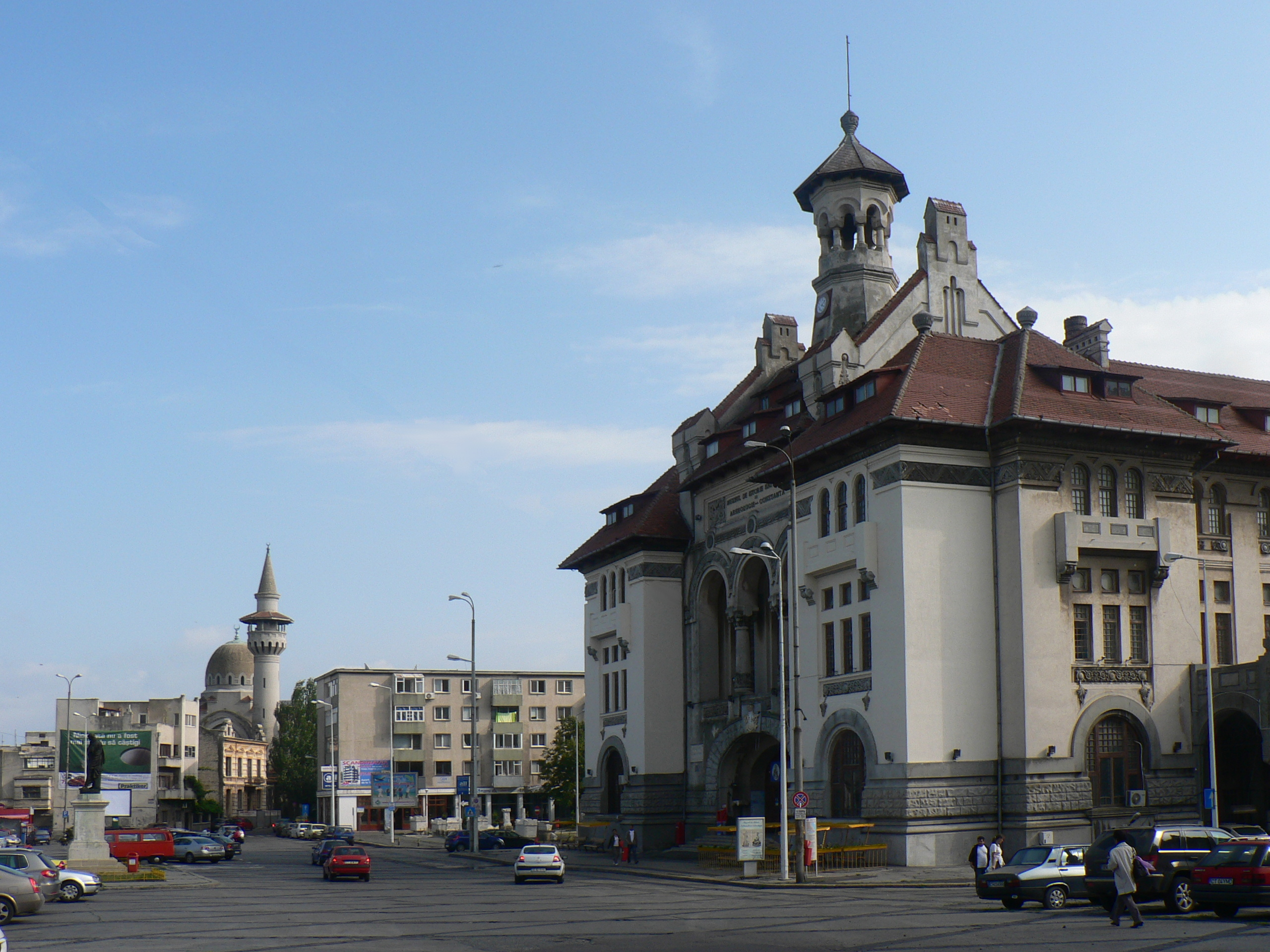
Plac Owidiusza

W pierwszej połowie VI w. p.n.e. w miejscu dzisiejszej Konstancy powstała osada Tomoi (zwana też Tomis), założona przez greckich kolonistów z małoazjatyckiego Miletu. Grecka nazwa prawdopodobnie pochodziła od greckiego słowa τομή (tomí). Miasto osiągnęło poziom polis w IV-III wieku p.n.e.
Port wykorzystywany był przez Greków do handlu z mieszkańcami tych regionów (Dakami, Scytami i Celtami) i pozwolił na rozwój ośrodka miejskiego. Tomis stało się częścią Cesarstwa Rzymskiego w roku 46 n.e. W tych czasach poeta rzymski Owidiusz został tu zesłany w latach 8–17 n.e., spędzając w Tomis ostatnie osiem lat swojego życia. W IV w. n.e. powstała dzielnica Constantiana, na cześć siostry cesarza św. Konstantyna Wielkiego, od której w czasach bizantyjskich wzięło nazwę całe miasto. Tomis w II w. n.e. było największym ośrodkiem miejskim na zachodnim wybrzeżu Morza Czarnego. Ze względu na częste ataki, wzniesiono w latach 270–333 nowe obwarowania obronne.
Miasto przetrwało niespokojne czasy III i IV wieku, niepokojone licznymi najazdami Gotów, Scytów, Hunów, stając się siedzibą prowincji Scytia Mniejsza. Po podziale Cesarstwa Rzymskiego na część zachodnią i wschodnią Tomis wraz z całą Scytią Mniejszą weszła w skład Cesarstwa Wschodniorzymskiego (Bizancjum) i został przemianowany na Constantinianę. Miasto pozostało fortecą i portem Cesarstwa Wschodniorzymskiego aż do VII wieku, kiedy to zostało opuszczone w wyniku najazdów Słowian i Proto-Bułgarów, którzy podbili Scytię Mniejszą w 680 roku po bitwie pod Ongal. Po zniszczeniach bułgarskich Konstanca stała się w tym czasie niewielką osadą.
W średniowieczu Constantiniana pojawiła się ponownie pod nazwą Constanza jako jeden z rynków handlowych włoskiego miasta Genua w basenie Morza Czarnego. Genueńscy kupcy i armatorzy osiedlali się na półwyspie i wykorzystali rzymskie ruiny do budowy nowych fortyfikacji wzdłuż obecnej ulicy Sulmona. Do dziś zachowały się fundamenty z tamtych czasów, na którym później zbudowano tzw. „Latarnię Genuańską”. Po rozpadzie Drugiego Państwa Bułgarskiego nastąpił na początku XV wieku okres włączenia Konstancy i Dobrudży do rumuńskiego państwa hospodara wołoskiego Mirczy Starego. 
Po 1419 roku Dobrudża wraz z Konstancą weszły w zależności od Imperium Osmańskiego, które nadało miastu nazwę Küstence. Znaczenie miasta zmalało, gdyż Turcy zerwali stosunki handlowe z morskimi republikami z terenu Italii. W XVII wieku osada była atakowana przez Kozaków zaporoskich. W XIX w. sułtan zlecił budowę portu, który cieszył się rosnącym rozwojem i znaczeniem. W 1855 roku, gdy floty angielska i francuska płynąc na Krym na wojnę przeciwko Rosji, zatrzymywały się w porcie, aby nabrać zapasów. Konstanca, jak opisał dr Camille Allard, rozciągała się wówczas jedynie na półwyspie, na południowy wschód od obecnej ulicy Negru-Vodă. W mieście mieszkali rybacy greccy i tureccy, kupcy i rzemieślnicy greccy, tureccy, ormiańscy, rumuńscy, żydowscy i maltańscy, pasterze tatarscy, ogrodnicy bułgarscy i gagauscy. W 1865 r. Brytyjczycy dokończyli budowę linii kolejowej Cernavodă-Konstanca dla eksportu zboża z krajów rumuńskich. Dominacja osmańska zakończyła się po wojnie rosyjsko-tureckiej toczącej się w latach 1877-1878, kiedy to decyzją Kongresu Berlińskiego w 1878 roku północna Dobrudża stała się prowincją Królestwa rumuńskiego. W 1878 r. miasto przypadło, wraz z całą północną Dobrudżą, Rumunii.
Po włączeniu Dobrudży do Rumunii rozpoczął się okres rozwoju Konstancy, związany z późniejszą rumunizacją wybrzeża, na którym do tego czasu Rumuni należeli do mniejszości pośród Tatarów, Turków i Czerkiesów. Miasto stało się głównym portem Rumunii po rozbudowie w latach 1895-1909. Miasto ucierpiało podczas udziału Rumunii w I wojnie światowej (1916–1918), gdy wiele budynków zostało zniszczonych przez siły niemieckie i bułgarskie. Po wojnie miasto zachowało swoją rolę, ponieważ w okresie międzywojennym 70% rumuńskiego ruchu morskiego skupiało się w porcie w Konstancy. To wtedy powstała stocznia, która aż do II wojny światowej była największym przedsiębiorstwem w regionie.
Rumunia przystąpiła do II wojny światowej jako sojusznik hitlerowskich Niemiec. Tym samym port w Konstancy zyskał na znaczeniu strategicznym jako baza wojenna niemieckich okrętów podwodnych i z tego powodu był bombardowany przez Sowietów. W 1941 roku wszyscy Żydzi zostali aresztowani przez Rumunów i osadzeni w obozie w Cobadin. W dniu 23 sierpnia 1944 Rumunia zmieniła stronę i stanęła po stronie aliantów, ale mimo tego Armia Czerwona zniszczyła port i zajęła całą flotę rumuńską. Po 1945 roku Konstanca utrzymała rolę najważniejszego portu w Rumunii.
Miasto obecnie jest jednym z najważniejszych ośrodków przemysłowo-handlowych oraz turystycznych w Rumunii po Bukareszcie i Braszowie.

## Demografia
Według spisu z 2002 r. miasto Konstanca liczyło 310 471 mieszkańców. Skład etniczny według spisu z 2002 roku:
- Rumuni: 286 332 (92,22%)
- Turcy: 9018 (2,90%)
- Tatarzy: 8724 (2,80%)
- Romowie: 2962 (0,95%)
- Rosjanie: 879 (0,28%)
- Grecy: 546 (0,17%)
- Węgrzy: 437 (0,14%)
- Ormianie: 394 (0,12%)

Polaków w Konstancy w 2002 roku mieszkało 28.

## Sport
W mieście tym siedzibę ma rumuński klub piłkarski Farul Konstanca. Największy sukces zespołu to 4. miejsce w pierwszej lidze. W 2010 roku klub grał w drugiej lidze rumuńskiej, a swoje mecze rozgrywał na stadionie Farul, którego pojemność wynosi 15 500 widzów. Drużyna osiągnęła swój najlepszy wynik, wygrywając tytuł Ligi I 2022–23, kwalifikując się do eliminacji Ligi Mistrzów UEFA po raz pierwszy w swojej historii, nie zapewnili sobie miejsca w fazie grupowej. W sezonie 2024–25, Farul Constanța rywalizuje w Lidze I, najwyższej klasie rozgrywkowej rumuńskiej piłki nożnej. 
Oprócz piłki nożnej, miasto jest znane ze swojej silnej obecności w piłce ręcznej, siatkówce i koszykówce.

## Urodzeni w Konstancy
- Simona Halep – rumuńska tenisistka,
- Alexandra Stan – rumuńska wokalistka house,
- Sebastian Stan – rumuńsko-amerykański aktor filmowy i serialowy.

## Galeria

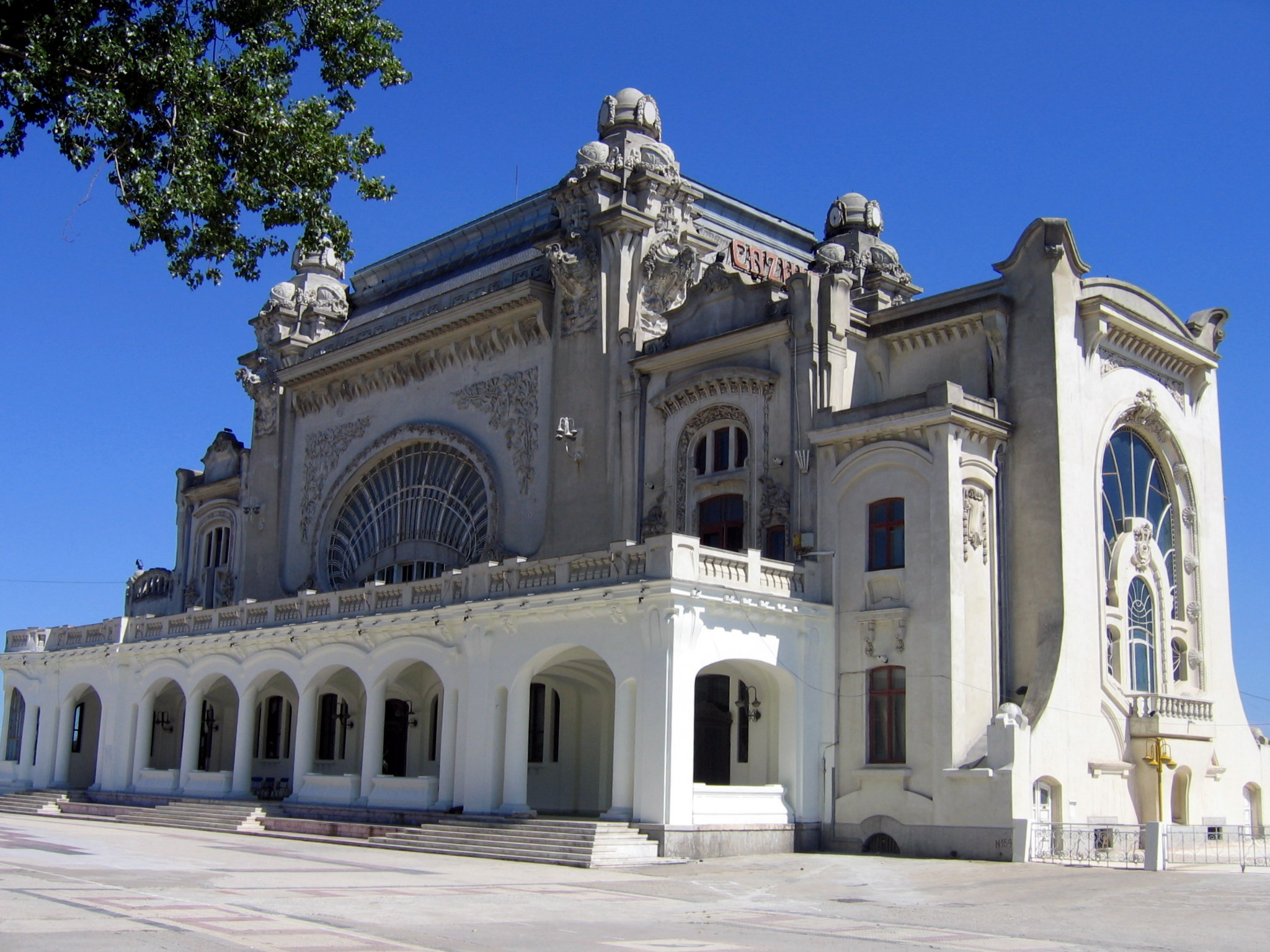
Kasyno
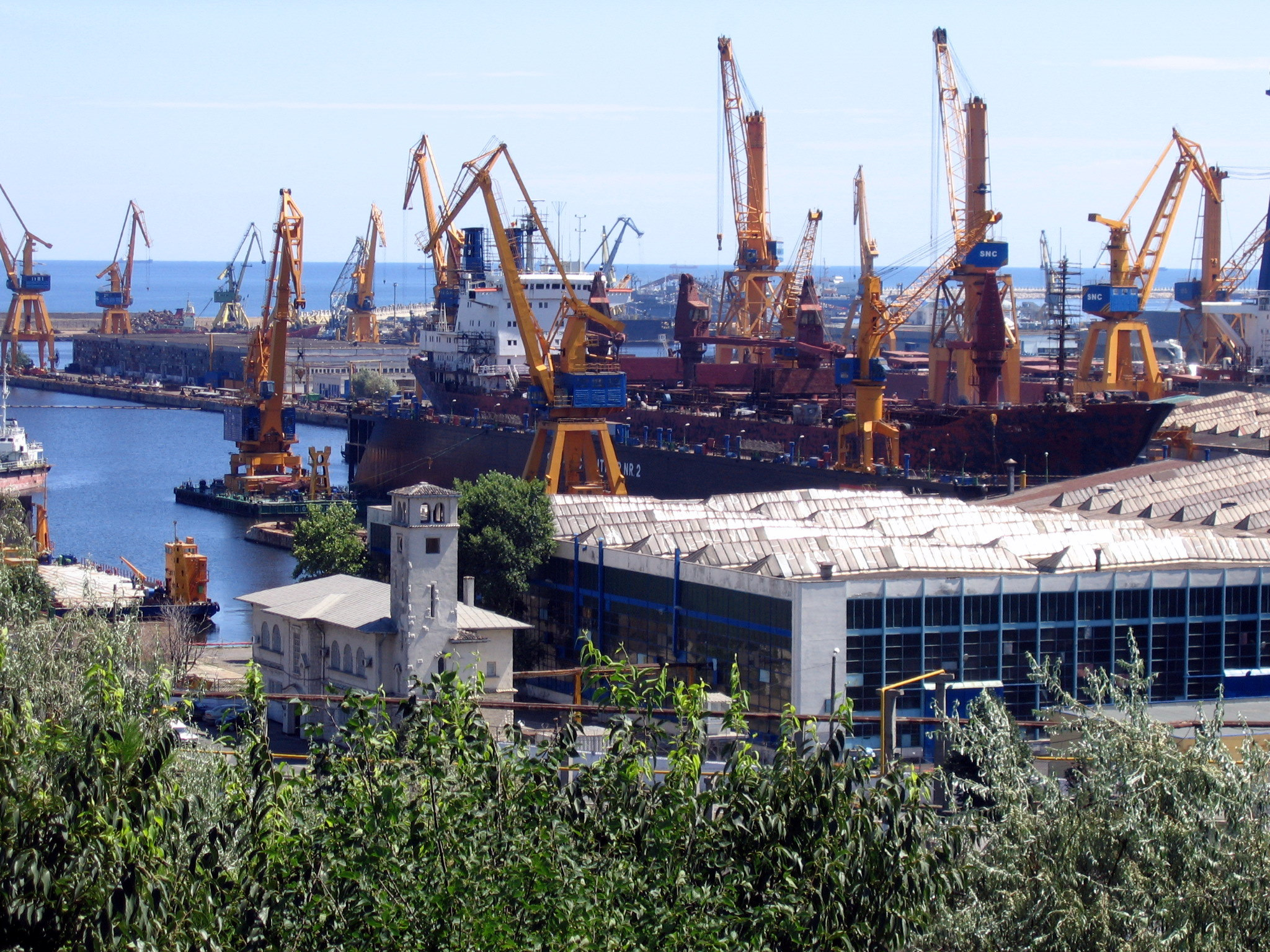
Stocznia
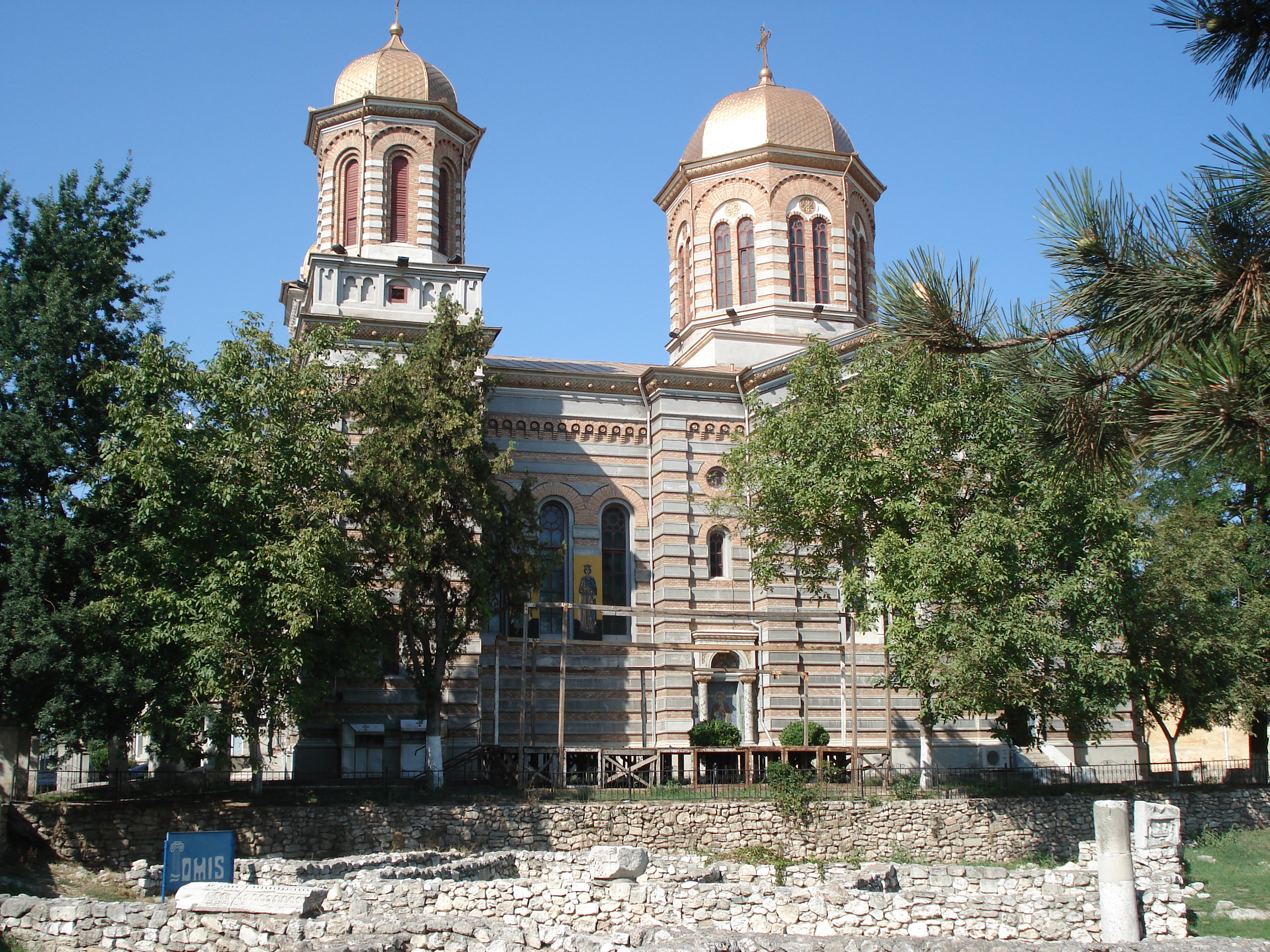
Katedra prawosławna
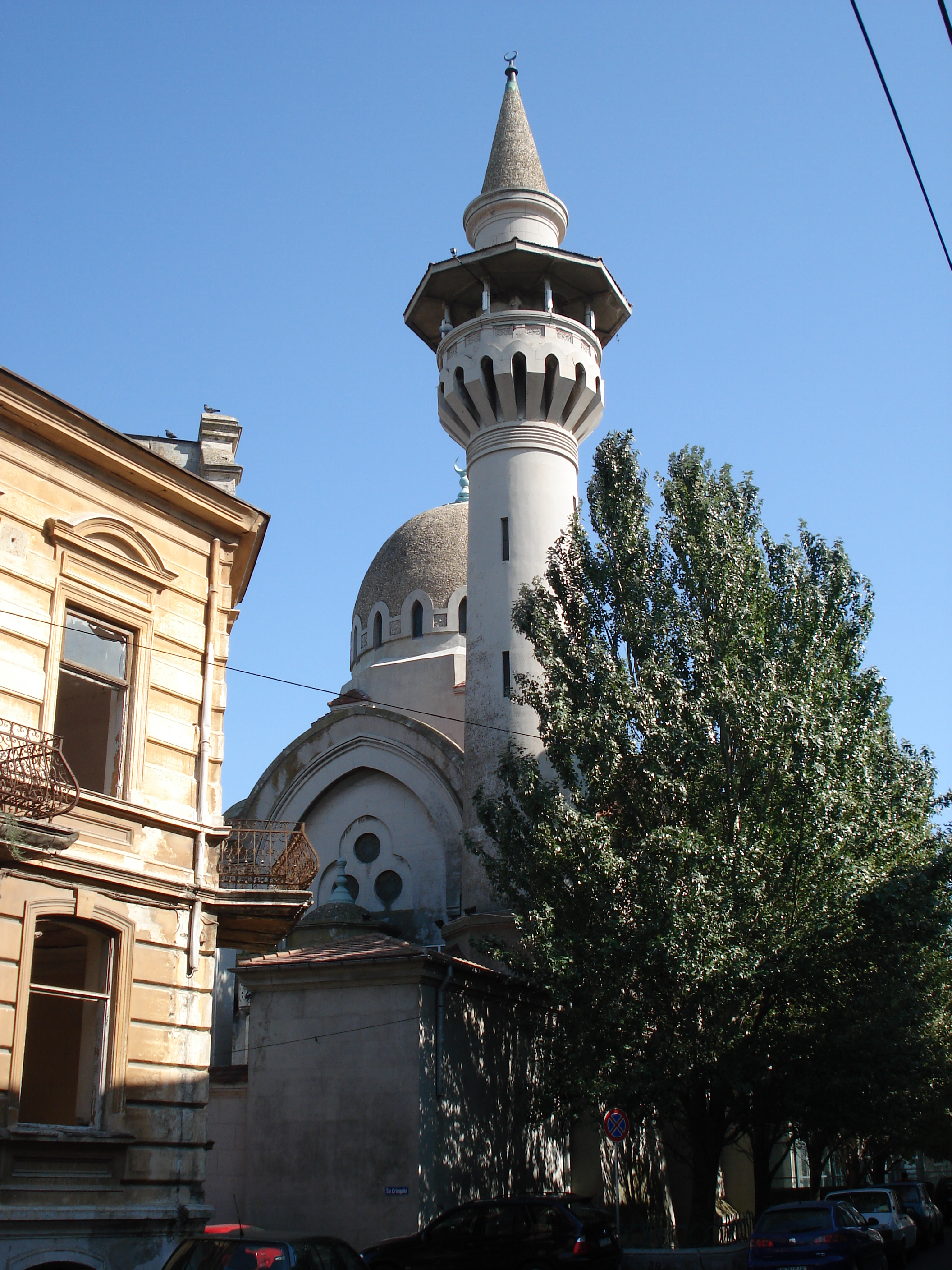
Meczet
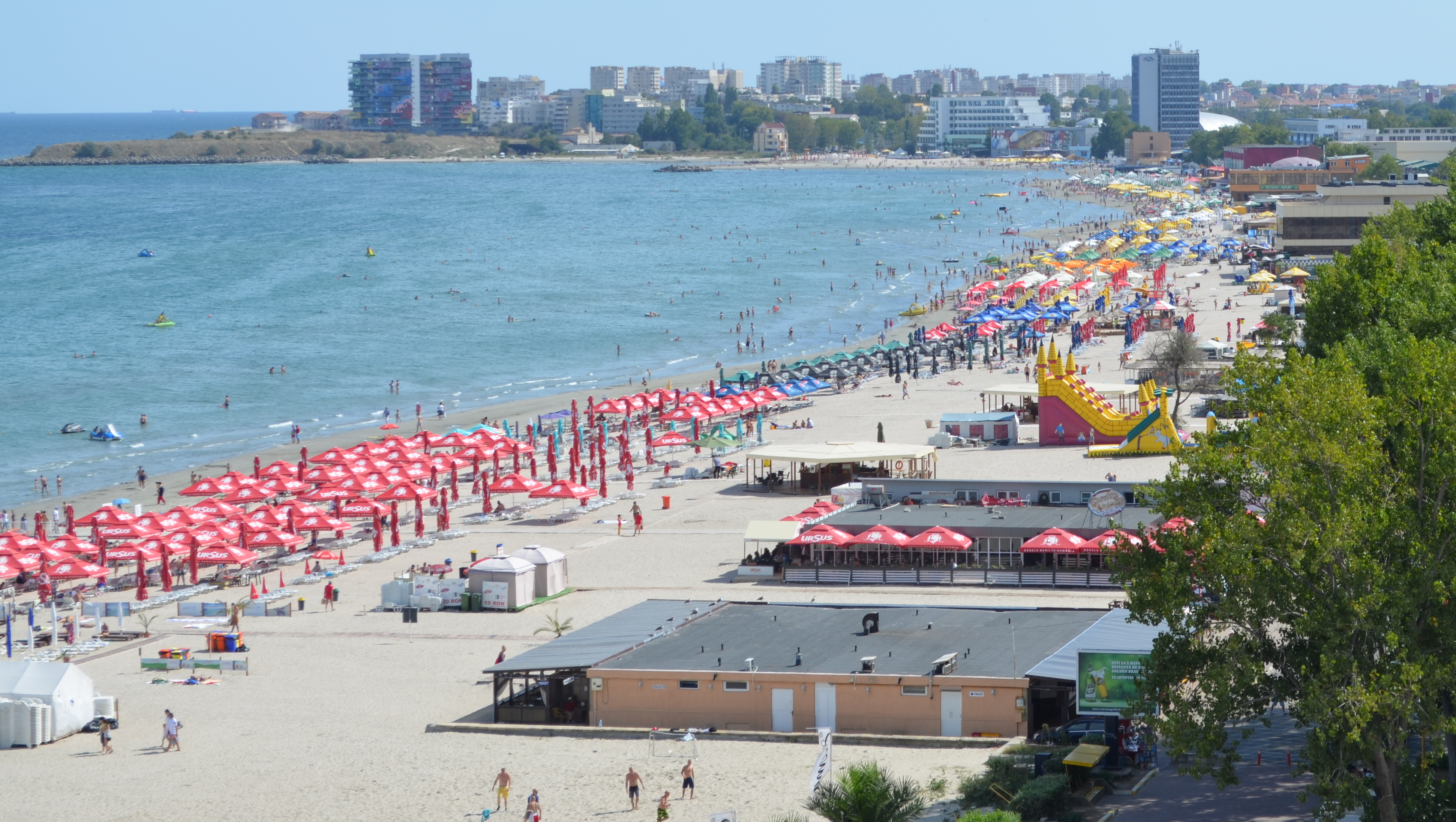
Mamaja
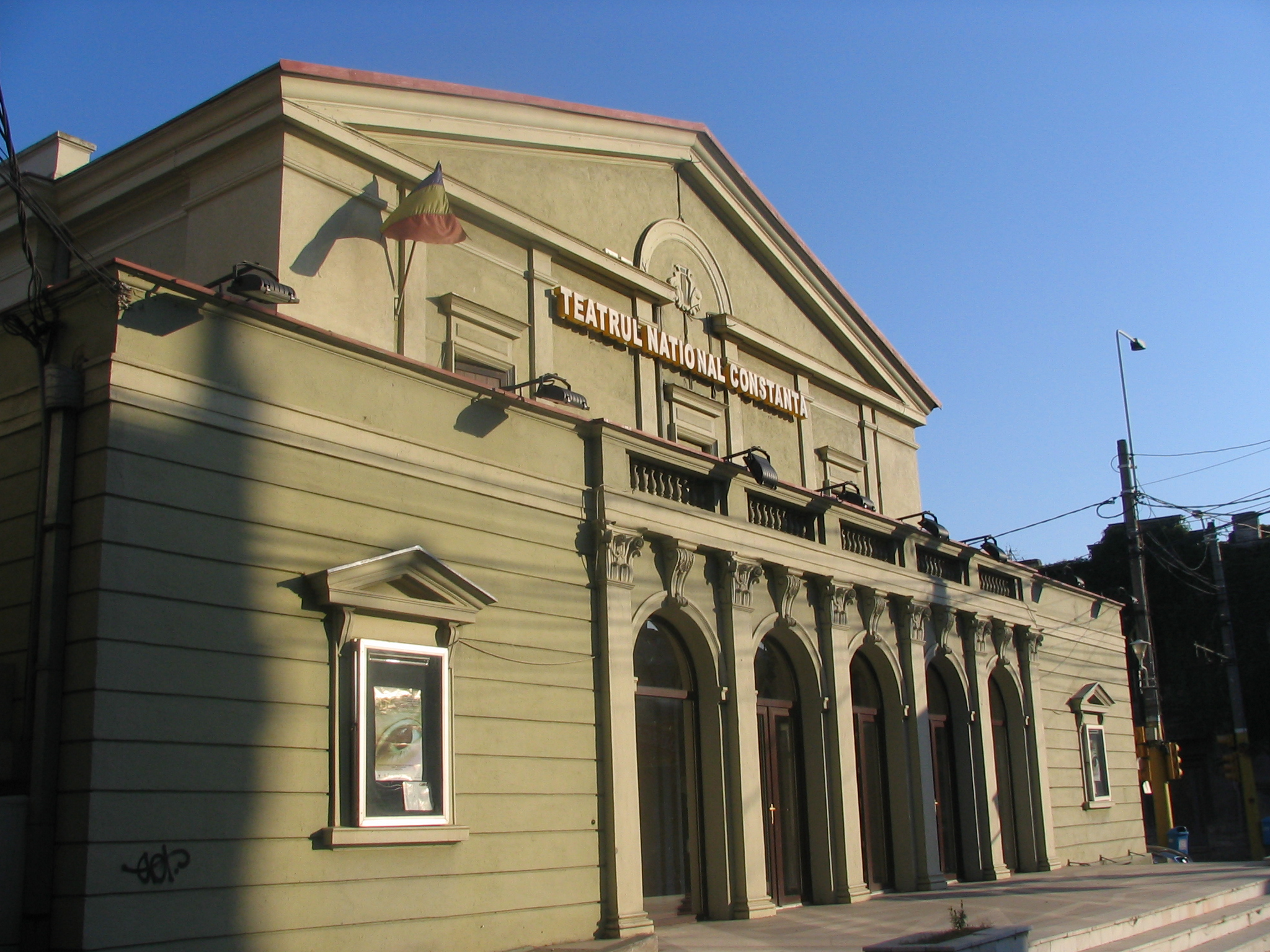
Teatr Narodowy
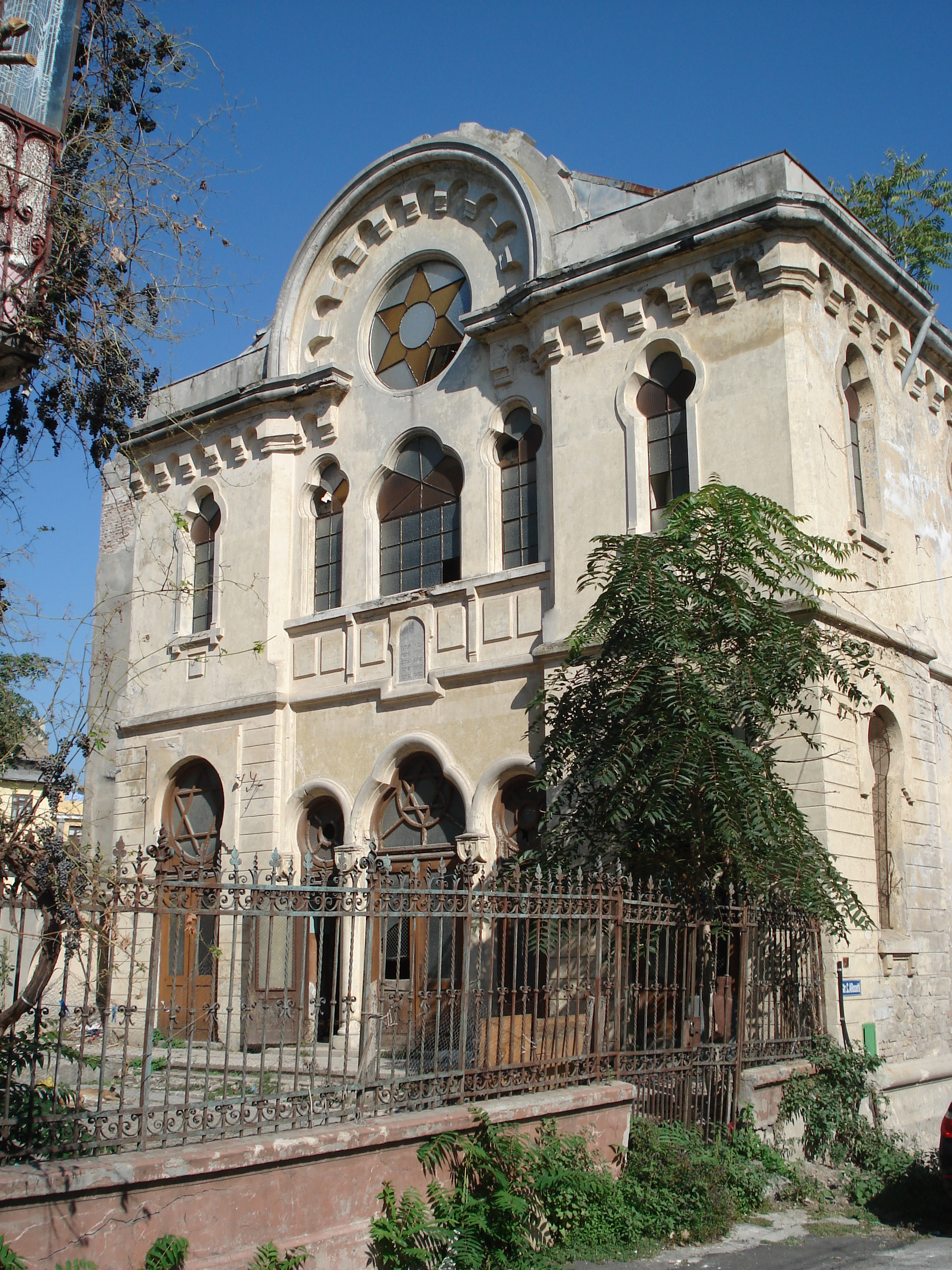
Synagoga
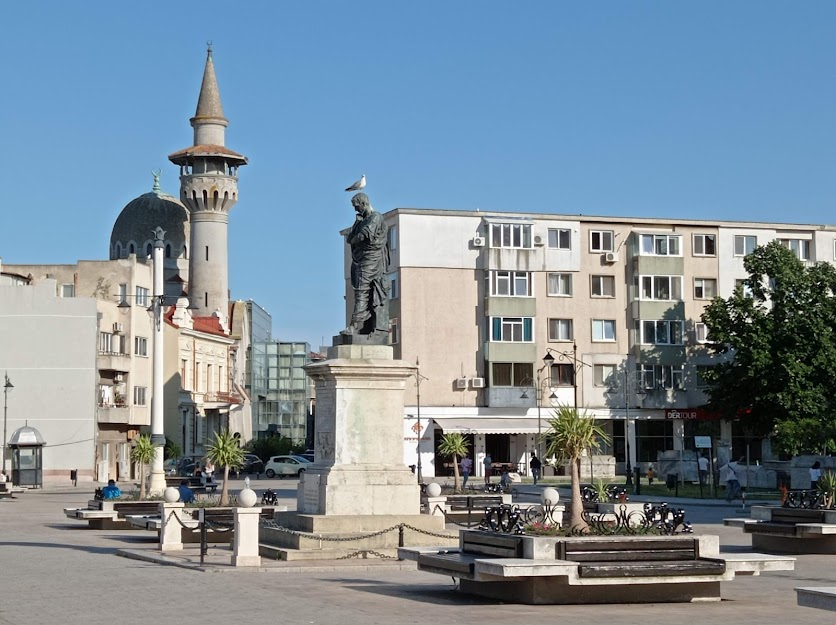
Pomnik Owidiusza

## Miasta partnerskie
- Aleksandria (Egipt)
- Boulogne-sur-Mer (Francja)
- Brest (Francja)
- Dobricz (Bułgaria)
- Hawana (Kuba)
- Heraklion (Grecja)
- Izmir (Turcja)
- Jokohama (Japonia)
- Latakia (Syria)
- Mobile (Stany Zjednoczone)
- Nowosybirsk (Rosja)
- Rotterdam (Holandia)
- Saloniki (Grecja)
- Santos (Brazylia)
- Stambuł (Turcja)
- Sulmona (Włochy)
- Sydon (Liban)
- Szanghaj (Chiny)
- Trapani (Włochy)
- Turku (Finlandia)[9]